# عبد الرحمن أبو مالح
عبد الرحمن بن علي بن محمد أبو مالح (مواليد 29 مارس 1988م) هو مهندس وإعلامي وصحافي سعودي. أحد رواد البودكاست في الوطن العربي، والرئيس التنفيذي لشركة ثمانية للنشر والتوزيع.
ذاع صيته بتقديم وإعداد «بودكاست فنجان»، وهو بودكاست سعودي تمكن من التوسع ليشمل جمهورًا عربيًا واسعًا، وقد جذبت حلقاته ملايين المشاهدات عبر يوتيوب. فاز بجائزة الإعلام الجديد عام 2017، وجائزة صالح العزاز لدعم الثقافة والإبداع في الوطن عام 2019، وهو حاصل على شهادة البكالوريوس في هندسة البرمجيات من جامعة ولاية أريزونا سنة 2015.

## سيرته وحياته

### نشأته ومؤهلاته العلمية
وُلد أبو مالح بمدينة خميس مشيط، ونشأ وترعرع في بلدة العسران بسراة عبيدة في 29 مارس 1988، في أسرة ميسورة الحال. تلقى تعليمه الأوليّ بمدارس سراة عبيدة، ثم انتقل لمدينة جدة ليتم تعليمه المتوسط والثانوي. حبهُ للحاسوب جعله يطمح لدراسة علوم الحاسب بعد أن حصل على الثانوية العامة.
في 2009 انتقل أبو مالح إلى مدينة كينت في الولايات المتحدة لمواصلة دراسته، وبعد أن أتمّ تعلم اللغة الإنجليزية، التحق بتخصص هندسة الحاسوب في جامعة جنوب فلوريدا، وما لبث أن تركها في 2012 لينتقل منها إلى مدينة تمبي ويحصل على البكالوريوس في هندسة البرمجيات من جامعة ولاية أريزونا سنة 2015.

### حياته العملية
- عضو  مجلس إدارة "جائزة الإعلام العربي"، 2025.[5]

## تأسيس شركة ثمانية للنشر
انطلق نشاط شركة ثمانية في شهر أكتوبر عام 2016 اعتماداً على تمويل ذاتي، وفي شهر فبراير من عام 2017 انضمت الكاتبة أسيل باعبد الله لعبد الرحمن أبو مالح لتصبح شريكاً مؤسساً لشركة ثمانية.

## الجوائز
- جائزة رواد التواصل الاجتماعي العرب (فئة الجمهور) عام 2024م.[7]

### حواشٍ
1. ↑  عسران - بضم أوله وسكون المهملة بعدها راء مفتوحة، مثنى من العُسر وعكس اليُسْر، وسميت بذلك لوعورة أرضها  - : مركز في محافظة سراة عبيدة بمنطقة عسير، وهي من بلاد قبيلة بني بشر. تقع عسران في غربي سراة عبيدة على مسافة ثمانية أكيال، ويقطنها مفردتًا 614 نسمة. تشمل عسران تحت مسمها القرى الصغيرة الآتية: آل بي حبيب، آل قراش، آل بلحي، آل درويش، آل سارعة، آل سرار، آل صعيب، آل عازب، آل بوعريج، ال عذيبة، آل عواه، آل قير، آل هميل، الحرقان، الحقباء، الطفة، المثناة، المحافيظ، المسافرة، المطاوقة، حمالة. ويقطنها مع مشتملاتها 5231 نسمة.